# Raspberry Pi OS
Raspbian là một hệ điều hành máy tính dựa trên Debian cho Raspberry Pi. Có một số phiên bản của Raspbian bao gồm Raspbian Stretch và Raspbian Jessie. Từ năm 2015, nó đã được Raspberry Pi Foundation chính thức cung cấp như là hệ điều hành chính cho gia đình máy tính bảng đơn Raspberry Pi. Raspbian được tạo ra bởi Mike Thompson và Peter Green như một dự án độc lập. Bản dựng ban đầu được hoàn thành vào tháng 6 năm 2012. Hệ điều hành vẫn đang được phát triển tích cực. Raspbian được tối ưu hóa cao cho các CPU ARM hiệu suất thấp của dòng Raspberry Pi.
Raspbian sử dụng PIXEL, Pi I đã xác nhận X -Window Enviroment, Lightweight là môi trường máy tính để bàn chính của nó kể từ bản cập nhật mới nhất. Nó bao gồm một môi trường máy tính để bàn LXDE được sửa đổi và trình quản lý cửa sổ xếp chồng Openbox với một chủ đề mới và một vài thay đổi khác. Sự phân bố được xuất xưởng với một bản sao của chương trình máy tính đại số Mathematica và một phiên bản của Minecraft gọi Minecraft Pi  cũng như một phiên bản nhẹ của Chromium như của phiên bản mới nhất.

## Lịch sử phiên bản
| Release Date | Release Name          | Debian Version | Linux Kernel | GCC   | apt       | X Server | Desktop Environment | Raspberry Pi 1/1+ | Raspberry Pi 2 | Raspberry Pi 3 | Raspberry Pi 3+ |
| ------------ | --------------------- | -------------- | ------------ | ----- | --------- | -------- | ------------------- | ----------------- | -------------- | -------------- | --------------- |
| 2013-09-27   | 2013-09-25            | 7 (Wheezy)     | 3.6          | 4.7.2 | 0.9.7     | 7.7      |                     | Yes               | No             | No             | No              |
| 2013-10-07   | 2013-09-25            | 7 (Wheezy)     | 3.6          | 4.7.2 | 0.9.7     | 7.7      | Yes                 | No                | No             | No             |                 |
| 2013-12-24   | 2013-12-20            | 7 (Wheezy)     | 3.10         | 4.7.2 | 0.9.7     | 7.7      | Yes                 | No                | No             | No             |                 |
| 2014-01-09   | 2014-01-07            | 7 (Wheezy)     | 3.10         | 4.7.2 | 0.9.7     | 7.7      | Yes                 | No                | No             | No             |                 |
| 2014-06-22   | 2014-06-20            | 7 (Wheezy)     | 3.12         | 4.7.2 | 0.9.7     | 7.7      | Yes                 | No                | No             | No             |                 |
| 2014-07-08   | 2014-06-20            | 7 (Wheezy)     | 3.12         | 4.7.2 | 0.9.7     | 7.7      | Yes                 | No                | No             | No             |                 |
| 2014-09-12   | 2014-09-09            | 7 (Wheezy)     | 3.12         | 4.7.2 | 0.9.7     | 7.7      | Yes                 | No                | No             | No             |                 |
| 2014-10-08   | 2014-09-09            | 7 (Wheezy)     | 3.12         | 4.7.2 | 0.9.7     | 7.7      | Yes                 | No                | No             | No             |                 |
| 2014-12-25   | 2014-12-24            | 7 (Wheezy)     | 3.12         | 4.7.2 | 0.9.7     | 7.7      | Yes                 | No                | No             | No             |                 |
| 2015-02-02   | 2015-01-31            | 7 (Wheezy)     | 3.18         | 4.7.2 | 0.9.7     | 7.7      | Yes                 | Yes               | No             | No             |                 |
| 2015-02-17   | 2015-02-16            | 7 (Wheezy)     | 3.18         | 4.7.2 | 0.9.7     | 7.7      | Yes                 | Yes               | No             | No             |                 |
| 2015-02-18   | 2015-02-16            | 7 (Wheezy)     | 3.18         | 4.7.2 | 0.9.7     | 7.7      | Yes                 | Yes               | No             | No             |                 |
| 2015-05-07   | 2015-05-05            | 7 (Wheezy)     | 3.18         | 4.7.2 | 0.9.7     | 7.7      | Yes                 | Yes               | No             | No             |                 |
| 2015-05-12   | 2015-05-05            | 7 (Wheezy)     | 3.18         | 4.7.2 | 0.9.7     | 7.7      | Yes                 | Yes               | No             | No             |                 |
| 2015-09-28   | 2015-09-25 2015-09-24 | 8 (Jessie)     | 4.1          | 4.9   | 1.0.9.8.1 | 7.7      |                     | Yes               | Yes            | No             | No              |
| 2015-11-24   | 2015-11-21            | 8 (Jessie)     | 4.1          | 4.9   | 1.0.9.8.1 | 7.7      | Yes                 | Yes               | No             | No             |                 |
| 2016-02-08   | 2016-02-03            | 8 (Jessie)     | 4.1          | 4.9   | 1.0.9.8.1 | 7.7      | Yes                 | Yes               | No             | No             |                 |
| 2016-02-09   | 2016-02-09            | 8 (Jessie)     | 4.1          | 4.9   | 1.0.9.8.1 | 7.7      | Yes                 | Yes               | No             | No             |                 |
| 2016-02-29   | 2016-02-26            | 8 (Jessie)     | 4.1          | 4.9   | 1.0.9.8.1 | 7.7      | Yes                 | Yes               | Yes            | No             |                 |
| 2016-03-18   | 2016-03-18            | 8 (Jessie)     | 4.1          | 4.9   | 1.0.9.8.1 | 7.7      | Yes                 | Yes               | Yes            | No             |                 |
| 2016-05-13   | 2016-05-10            | 8 (Jessie)     | 4.4          | 4.9   | 1.0.9.8.1 | 7.7      | Yes                 | Yes               | Yes            | No             |                 |
| 2016-05-31   | 2016-05-27            | 8 (Jessie)     | 4.4          | 4.9   | 1.0.9.8.1 | 7.7      | Yes                 | Yes               | Yes            | No             |                 |
| 2016-09-28   | 2016-09-23            | 8 (Jessie)     | 4.4          | 4.9   | 1.0.9.8.1 | 7.7      | Yes                 | Yes               | Yes            | No             |                 |
| 2016-11-29   | 2016-11-25            | 8 (Jessie)     | 4.4          | 4.9   | 1.0.9.8.1 | 7.7      | Yes                 | Yes               | Yes            | No             |                 |
| 2017-02-27   | 2017-02-16            | 8 (Jessie)     | 4.9          | 4.9   | 1.0.9.8.1 | 7.7      | Yes                 | Yes               | Yes            | No             |                 |
| 2017-03-03   | 2017-03-02            | 8 (Jessie)     | 4.9          | 4.9   | 1.0.9.8.1 | 7.7      | Yes                 | Yes               | Yes            | No             |                 |
| 2017-04-10   | 2017-04-10            | 8 (Jessie)     | 4.9          | 4.9   | 1.0.9.8.1 | 7.7      | Yes                 | Yes               | Yes            | No             |                 |
| 2017-06-23   | 2017-06-21            | 8 (Jessie)     | 4.9          | 4.9   | 1.0.9.8.1 | 7.7      | Yes                 | Yes               | Yes            | No             |                 |
| 2017-07-05   | 2017-07-05            | 8 (Jessie)     | 4.9          | 4.9   | 1.0.9.8.1 | 7.7      | Yes                 | Yes               | Yes            | No             |                 |
| 2017-08-17   | 2017-08-16            | 9 (Stretch)    | 4.9          | 6.3   | 1.4.6     | 7.7      |                     | Yes               | Yes            | Yes            | No              |
| 2017-09-08   | 2017-09-07            | 9 (Stretch)    | 4.9          | 6.3   | 1.4.6     | 7.7      | Yes                 | Yes               | Yes            | No             |                 |
| 2017-11-29   | 2017-11-29            | 9 (Stretch)    | 4.9          | 6.3   | 1.4.6     | 7.7      | Yes                 | Yes               | Yes            | No             |                 |
| 2018-03-13   | 2018-03-13            | 9 (Stretch)    | 4.9          | 6.3   | 1.4.6     | 7.7      | Yes                 | Yes               | Yes            | No             |                 |
| 2018-04-18   | 2018-04-18            | 9 (Stretch)    | 4.14         | 6.3   | 1.4.8     | 7.7      | Yes                 | Yes               | Yes            | Yes            |                 |
| 2018-06-29   | 2018-06-27            | 9 (Stretch)    | 4.14         | 6.3   | 1.4.8     | 7.7      | Yes                 | Yes               | Yes            | Yes            |                 |
| 2018-10-09   | 2018-10-09            | 9 (Stretch)    | 4.14         | 6.3   | 1.4.8     | 7.7      | Yes                 | Yes               | Yes            | Yes            |                 |
| 2018-11-13   | 2018-11-13            | 9 (Stretch)    | 4.14         | 6.3   | 1.4.8     | 7.7      | Yes                 | Yes               | Yes            | Yes            |                 |

## Tiếp nhận
Jesse Smith từ DistroWatch Weekly đã đánh giá Raspbian vào năm 2015:
Mặc dù tôi không có ý định chạy Raspberry Pi như một máy tính để bàn, nhưng hệ điều hành Raspbian cung cấp cho người dùng môi trường máy tính để bàn LXDE. Pi không có nhiều tốc độ hoặc bộ nhớ của bộ xử lý, nhưng nó có đủ tài nguyên để chạy LXDE và một số ít ứng dụng. Miễn là người dùng không muốn làm nhiều việc cùng một lúc, Pi cung cấp giao diện máy tính để bàn khá nhạy. Tôi có thể sẽ không chạy các chương trình nặng hơn như LibreOffice hoặc Firefox trên Pi, nhưng Raspbian cung cấp trình duyệt web Epiphany và một vài chương trình máy tính để bàn khác.